# Miklos Molnar (Fußballspieler)
Miklos Jon Molnar (* 10. Juni 1970 in Kopenhagen) ist ein ehemaliger dänischer Fußballspieler. Molnar spielte von 1987 bis 2000 bei insgesamt 11 Vereinen in Dänemark, Belgien, Schweiz, Frankreich, Deutschland und den USA, und war dänischer Nationalspieler.

## Verein
Er begann seine Karriere bei dem dänischen Verein Hvidovre IF. Nach einer Saison und 31 Spielen wechselte der Stürmer zum BK Frem, einem Club in Kopenhagen. Dort spielte er bis 1990, ehe er nach Belgien zu Standard Lüttich wechselte. In seiner ersten Saison für die Belgier schoss er 11 Tore in 26 Spielen, was ihn eine Nominierung für die dänische Nationalmannschaft einbrachte.
1991 wechselte er in die Schweiz zu Servette Genf. Dort blieb er allerdings auch nur eine Saison und spielte anschließend beim französischen Verein AS Saint-Étienne. Dort kam er aber nicht mit dem taktischen System zurecht und wechselte darauf 1994 wieder nach Dänemark zu Lyngby BK. Mit der ständigen Motivation wieder ins Ausland wechseln zu wollen und mit der Uneinigkeit mit dem damaligen Manager Michael Schäfer spielte er nur ein halbes Jahr bei Lyngby, ehe er im Winter 1995 zu FSV Frankfurt in die 2. Bundesliga wechselte. Dort schoss er 12 Tore in 20 Spielen, konnte aber einen Abstieg des Vereins in die Regionalliga nicht verhindern, so dass er nach Ende der Saison wieder nach Dänemark wechselte. Von 1995 bis 1997 spielte er zuerst eine Saison bei Herfølge BK und dann wieder bei Lyngby BK.
1997 wanderte er zum FC Sevilla um in der spanischen Segunda Division, der zweiten Liga des Landes, zu spielen. Nach drei Jahren und 16 Toren in 44 Spielen, wechselte er in die USA. Für ein Jahr spielte er bei den Kansas City Wizards in der Major League Soccer. Mit Kansas City gewann Molnar den MLS Cup 2000, dabei erzielte er das entscheidende Tor zum 1:0-Finalsieg.

## Nationalmannschaft
Sein erstes Länderspiel machte er 1990. Insgesamt spielte er 18-mal für die Dänen und erzielte dabei zwei Tore. Des Weiteren nahm er an der Weltmeisterschaft 1998 und an der Europameisterschaft 2000 teil.